# Picardy Symbol Stone

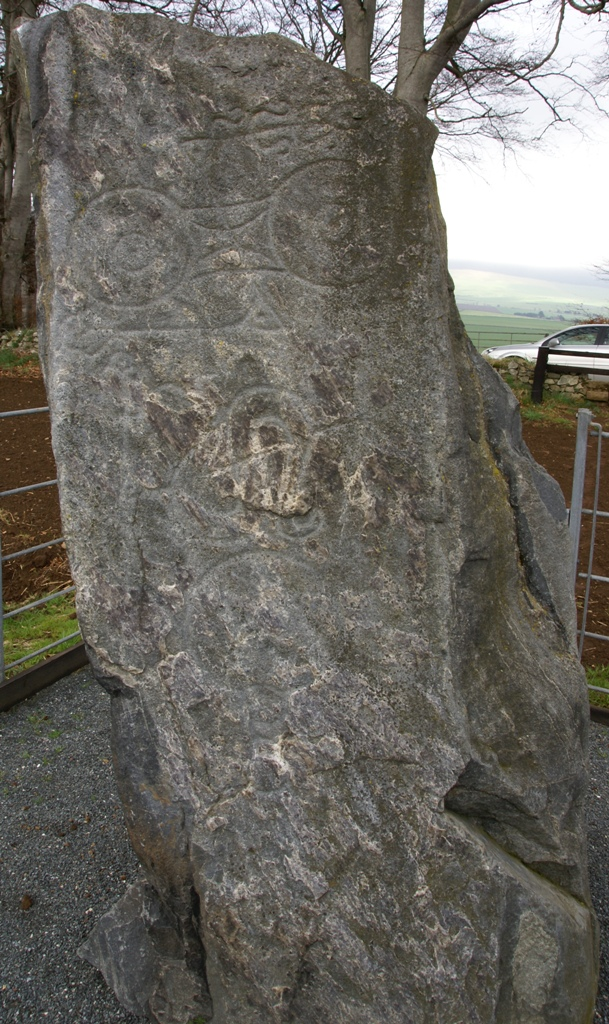
Picardy Symbol Stone

De Picardy Symbol Stone is een klasse I Pictische steen uit de zesde of zevende eeuw, gelegen 19,2 kilometer ten noordwesten van Inverurie in de Schotse regio Aberdeenshire.

## Beschrijving
De Picardy Symbol Stone, gemaakt van een basaltachtig gesteente, toont van boven naar beneden de dubbele discus met Z-vormige staaf, de slang met Z-vormige staaf en de spiegel. Dit laatste symbool wordt normaal vergezeld van een dubbele kam, maar die is hier afwezig.
De steen staat nog op de originele locatie en in het zicht van het het pictische Dunnideer Hill Fort.
De Picardy Symbol Stone werd ontdekt in 1856 door Charles Elphinstone Dalrymple in een grafheuvel waaronder zich een rechthoekig graf, dat oost-west georiënteerd was, bevond. Daarmee is deze steen hoogstwaarschijnlijk een grafsteen.

## Beheer
De Picardy Symbol Stone wordt beheerd door Historic Scotland, net als de Brandsbutt Symbol Stone en de Maiden Stone.